# Pierwomajskij (rejon kuzowatowski)
Pierwomajskij (ros. Первомайский) – osiedle w Rosji, w obwodzie uljanowskim, w rejonie kuzowatowskim. W 2021 liczyło 250 mieszkańców.